# 帕奥纽斯
帕奥纽斯（英語：Paeonius），约活动于公元前5世纪前后。古希腊曼德的雕刻家之一，公元前425年为其创作盛期。公元1875年发现于奥林匹亚一个三棱柱上的一尊双翼胜利女神（尼克）的大理石雕像，上有铭文显示，这尊雕像为他的作品，为迈塞内人以及纳乌帕克提亚人于公元前425年于皮洛斯击败斯巴达人后的祭品。